# Waunakee
Waunakee ist eine Gemeinde (mit dem Status „Village“) im Dane County im US-amerikanischen Bundesstaat Wisconsin. Das U.S. Census Bureau ermittelte bei der Volkszählung 2020 eine Einwohnerzahl von 14.879.
Waunakee ist Bestandteil der Metropolregion Madison.

## Geografie
Waunakee liegt im mittleren Süden Wisconsins, im nördlichen Vorortbereich von dessen Hauptstadt Madison. Der am Mississippi gelegene Schnittpunkt der drei Bundesstaaten Wisconsin, Iowa und Illinois liegt 145 km südwestlich.
Die geografischen Koordinaten von Waunakee sind 43°11′31″ nördlicher Breite und 89°27′20″ westlicher Länge. Das Gemeindegebiet erstreckt sich über eine Fläche von 16,55 km². 
Das Zentrum von Madison liegt 20,4 km südlich. Weitere Nachbarorte sind DeForest (14,5 km nordöstlich), Windsor (15,7 km in der gleichen Richtung), Sun Prairie (26 km östlich), Middleton (13,5 km südsüdwestlich) und Dane (10,2 km nordnordwestlich).
Die nächstgelegenen Großstädte sind Green Bay (223 km nordöstlich), Milwaukee (136 km östlich), Chicago (245 km südöstlich) und Rockford (131 km südlich).

## Verkehr
In Waunakee treffen die Wisconsin State Highways 19 und 113 zusammen. Alle weiteren Straßen sind untergeordnete Landstraßen, teils unbefestigte Fahrwege sowie innerörtliche Verbindungsstraßen.
Von Nordwest nach Südost verläuft durch Waunakee eine Eisenbahnstrecke der Wisconsin and Southern Railroad, einer regionalen (Class II) Frachtverkehrsgesellschaft. Der einzige Personenzug der Region ist der von Chicago zur Westküste verkehrende Empire Builder von Amtrak, der in Madison hält.
Der nächste Flughafen ist der Dane County Regional Airport in Madison (14,8 km südöstlich).

## Bevölkerung
Nach der Volkszählung im Jahr 2010 lebten in Waunakee 12.097 Menschen in 4344 Haushalten. Die Bevölkerungsdichte betrug 730,9 Einwohner pro Quadratkilometer. In den 4344 Haushalten lebten statistisch je 2,76 Personen. 
Ethnisch betrachtet setzte sich die Bevölkerung zusammen aus 95,8 Prozent Weißen, 1,0 Prozent Afroamerikanern, 0,2 Prozent amerikanischen Ureinwohnern, 1,2 Prozent Asiaten sowie 0,5 Prozent aus anderen ethnischen Gruppen; 1,3 Prozent stammten von zwei oder mehr Ethnien ab. Unabhängig von der ethnischen Zugehörigkeit waren 2,2 Prozent der Bevölkerung spanischer oder lateinamerikanischer Abstammung. 
31,6 Prozent der Bevölkerung waren unter 18 Jahre alt, 58,5 Prozent waren zwischen 18 und 64 und 9,9 Prozent waren 65 Jahre oder älter. 51,2 Prozent der Bevölkerung war weiblich.
Das mittlere jährliche Einkommen eines Haushalts lag bei 82.099 USD. Das Pro-Kopf-Einkommen betrug 37.073 USD. 3,0 Prozent der Einwohner lebten unterhalb der Armutsgrenze.